# Вівчаренко Костянтин Русланович
Костянтин Русланович Вівчаренко (нар. 10 червня 2002, Одеса, Україна) — український футболіст, лівий захисник київського «Динамо». Бронзовий призер молодіжного чемпіонату Європи 2023 у складі збірної України U-21.

## Клубна кар'єра

### Ранні роки
Уродженець Одеси, де і розпочав свій футбольний шлях у ДЮСШ-11 «Чорноморець», після чого потрапив до академії київського «Динамо». Після закінчення академії Костянтин був внесений до заявки «Динамо» на сезон 2018/19 і провів того розіграшу 11 матчів за юнацьку команду (8 — у чемпіонаті України та 3 — у Юнацькій Лізі УЄФА) і 9 зустрічей — за молодіжну і з обома командами завоював чемпіонство України. Наступного сезону Вівчаренко продовжив грати під керівництвом Ігоря Костюка, зігравши 13 поєдинків у юнацькій першості та відзначившись першим голом (16 серпня 2019 року проти однолітків «Десни»). Також узяв участь у всіх 5-ти матчах киян у Юнацькій лізі УЄФА і 7 разів виходив у складі «Динамо» U21.
На початку 2020 року новим головним тренером першої команди «Динамо» Олексієм Михайличенком був взятий на зимові збори у Туреччині, де брав участь у контрольних матчах. Втім уперше до заявки основного складу киян Вівчаренко був включений вже новим тренером Мірчею Луческу на матч за Суперкубок України 2020 року, у якому динамівці здолали «Шахтар» (3:1), але на поле не вийшов. Після цього до сезону 2020/21 Вівчаренко знову готувався в обоймі першої команди, паралельно виступаючи за молодіжний склад. а також був заявлений на груповий етап Ліги чемпіонів за списком «Б».

### «Динамо» (Київ)
27 липня 2022 року Вівчаренко дебютував за першу команду «Динамо» у матчі-відповіді 2-го кваліфікаційного раунду Ліги чемпіонів проти турецького «Фенербахче», де вийшов на заміну на 106-й хвилині додаткового часу замість Владислава Дубінчака та віддав гольову передачу на Олександра Караваєва, завдяки чому команда перемогла з рахунком 2:1 і пройшла до наступного етапу.
9 серпня 2022 року у матчі-відповіді 3-го кваліфікаційного раунду Ліги чемпіонів Вівчаренко вперше відзначився на дорослому рівні у грі проти австрійського «Штурму» (Грац). З'явившись на полі на 71-й хвилині, за рахунку 1:0 на користь «Штурма», на 97-й хвилині Костянтин прийняв пас від Віктора Циганкова в штрафному майданчику та влучно пробив по воротах, зрівнявши рахунок і вивівши «Динамо» вперед у двоматчевому протистоянні.
11 вересня 2022 року Вівчаренко провів свій перший матч в українській Прем'єр-лізі у домашньому поєдинку 4-го туру проти «Львова», вийшовши у стартовому складі та був замінений на 61-й хвилині на Владислава Дубінчака. 28 квітня 2023 року забив дебютний гол в УПЛ у матчі проти «Металіста» (3:1).

## Досягнення
«Динамо»:
 Чемпіон України: 2025
 Молодіжна збірна України:
 Бронзовий призер молодіжного чемпіонату Європи: 2023

## Статистика

### Клубна статистика
Станом на 24 травня 2025 року
| Сезон             | Команда           | Чемпіонат         | Чемпіонат | Чемпіонат | Національний кубок | Національний кубок | Національний кубок | Континентальні кубки | Континентальні кубки | Континентальні кубки | Інші змагання | Інші змагання | Інші змагання | Усього | Усього |
| Сезон             | Команда           | Ліга              | Ігор      | Голів     | Ліга               | Ігор               | Голів              | Ліга                 | Ігор                 | Голів                | Ліга          | Ігор          | Голів         | Ігор   | Голів  |
| ----------------- | ----------------- | ----------------- | --------- | --------- | ------------------ | ------------------ | ------------------ | -------------------- | -------------------- | -------------------- | ------------- | ------------- | ------------- | ------ | ------ |
| 2022–23           | «Динамо»          | УПЛ               | 22        | 2         | —                  | —                  | —                  | ЛЧ/ЛЄ                | 5+5                  | 1+0                  | —             | —             | —             | 32     | 3      |
| 2023–24           | «Динамо»          | УПЛ               | 15        | 0         | КУ                 | 0                  | 0                  | ЛК                   | 0                    | 0                    | —             | —             | —             | 15     | 0      |
| 2024–25           | «Динамо»          | УПЛ               | 17        | 1         | КУ                 | 4                  | 0                  | ЛЧ+ЛЄ                | 2+5                  | 0                    | —             | —             | —             | 28     | 1      |
| Всього за кар'єру | Всього за кар'єру | Всього за кар'єру | 54        | 3         | —                  | 4                  | 0                  | —                    | 17                   | 1                    | —             | —             | —             | 75     | 4      |

### Статистика виступів за збірну
Станом на 23 вересня 2022 року
| Дата       | Місто        | Господарі          | Результат | Гості              | Турнір                             | Голи | Примітки |
| ---------- | ------------ | ------------------ | --------- | ------------------ | ---------------------------------- | ---- | -------- |
| 24-03-2021 | Анталія      | Україна            | 1 – 2     | Болгарія           | Товариський матч                   | -    |          |
| 29-03-2021 | Анталія      | Україна            | 2 – 3     | Словаччина         | Товариський матч                   | -    |          |
| 26-05-2021 | Київ         | Україна            | 0 – 1     | Азербайджан        | Товариський матч                   | -    |          |
| 28-05-2021 | Київ         | Україна            | 0 – 2     | Узбекистан         | Товариський матч                   | -    | 46'      |
| 02-06-2021 | Стамбул      | Туреччина          | 1 – 1     | Україна            | Товариський матч                   | -    |          |
| 03-09-2021 | Стара Пазова | Сербія             | 0 – 1     | Україна            | Кваліфікація молодіжного Євро-2023 | -    |          |
| 07-09-2021 | Ковалівка    | Україна            | 2 – 1     | Вірменія           | Кваліфікація молодіжного Євро-2023 | -    |          |
| 08-10-2021 | Брест        | Франція            | 5 – 0     | Україна            | Кваліфікація молодіжного Євро-2023 | -    |          |
| 12-10-2021 | Запоріжжя    | Україна            | 1 – 0     | Фарерські острови  | Кваліфікація молодіжного Євро-2023 | -    |          |
| 11-11-2021 | Скоп'є       | Північна Македонія | 1 – 1     | Україна            | Кваліфікація молодіжного Євро-2023 | -    |          |
| 16-11-2021 | Львів        | Україна            | 2 – 1     | Сербія             | Кваліфікація молодіжного Євро-2023 | -    |          |
| 01-06-2022 | Торсгавн     | Фарерські острови  | 0 – 4     | Україна            | Кваліфікація молодіжного Євро-2023 | 1    |          |
| 05-06-2022 | Стамбул      | Україна            | 4 – 0     | Північна Македонія | Кваліфікація молодіжного Євро-2023 | -    |          |
| 09-06-2022 | Стамбул      | Україна            | 3 – 3     | Франція            | Кваліфікація молодіжного Євро-2023 | -    | 90+5'    |
| 12-06-2022 | Єреван       | Вірменія           | 0 – 2     | Україна            | Кваліфікація молодіжного Євро-2023 | 1    | 85'      |
| 23-09-2022 | Жиліна       | Словаччина         | 3 – 2     | Україна            | Кваліфікація молодіжного Євро-2023 | -    | 72'      |
| Усього     |              | Матчів             | 16        |                    | Голів                              | 2    |          |